# Rina Macrelli
Rina Macrelli, de son vrai nom Caterina Macrelli (née à Santarcangelo di Romagna  le  2 septembre 1929  et morte à Cattolica le 7 novembre 2020), est une scénariste, écrivain et présentatrice de télévision italienne.
Elle a également été engagée comme assistante à la mise en scène pour Liliana Cavani,  Michelangelo Antonioni, traductrice  pour la RAI et Editori Riuniti, interprète sur le plateau de certaines productions italo-françaises et directrice de doublage.

## Biographie
Caterina « Rina » Macrelli, née à Santarcangelo le 2 septembre 1929, est étudiante à l'Institut d'économie et de commerce de la section des langues et littératures étrangères de l'Université Ca' Foscari de Venise. Elle se rend à Paris en 1952 grâce à une bourse pour effectuer des recherches en vue de sa thèse à la Faculté des Lettres de l'Université de Paris. Elle retourne en Italie au début de 1954 et obtient son diplôme en juillet de la même année avec une thèse sur les nouvelles et les romans de Voltaire.
Son activité dans le domaine de l'art et de la culture commence avec le cinéma à la fin des années 1950. À Rome, elle joue le rôle d'assistante à la réalisation pour plusieurs cinéastes français et italiens, jusqu'à sa collaboration avec Michelangelo Antonioni pour Zabriskie Point en 1970.
Puis son activité s'étend à la télévision, avec une longue série de programmes et de films pour la télévision, pour lesquels elle a écrit des scénarios, collaborant entre autres avec Liliana Cavani.
Au cours de sa carrière,  elle écrit aussi des essais et est l'une des principales animatrices du Circolo del Giudizio, valorisant le patrimoine linguistique et culturel de la Romagne. 
Féministe, elle s'engage dans le domaine social et en particulier pour les droits des femmes. Elle fut très active dans les mouvements féministes et lesbiens.
Rina Macrelli est morte le 7 novembre 2020 à l'âge de 91 ans à l'hôpital de Cattolica.

## Filmographie

### Scénario
- 1971 : Bernadette Devlin de Silvio Maestranzi
- 1971 : Astronave Terra de Alberto Negrin
- 1972 : Il numero 10 de Silvio Maestranzi
- 1976 : Aut aut. Cronaca di una rapina de Silvio Maestranzi
- 1977-1978 : Il passatore de Piero Nelli

## Essais
- (it) Alberto Pacifici et Rina Macrelli, Il coro della guerra. Venti storie parlate, Bari, Laterza, 1963 (OCLC 13579617).
- (it) Rina Macrelli, Ridiamo su Proudhon. Alle origini della teoria neo-patriarcale, Rome, Edizioni Ciclo-Stile del Movimento Femminista Romano, 1979 (OCLC 26284280).
- (it) Rina Macrelli, L'indegna schiavitù. Anna Maria Mozzoni e la lotta contro la prostituzione di Stato, Rome, Editori Riuniti, 1980 (OCLC 12906755, LCCN 83124828).
- (it) Giovanna Pala et Rina Macrelli, Lesbismo femminismo : contributo di donne lesbiche di Pompeo Magno : convegno nazionale di donne lesbiche, Rome, 1983[5].